# Monastero di Sant'Antonio di Vienne

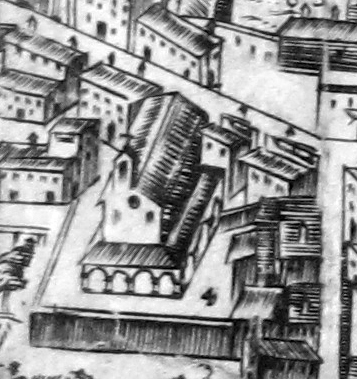
Il monasetro di Sant'Antonio nella pianta del Buonsignori (1594)

Il monastero di Sant'Antonio di Vienne era un'architettura religiosa di Firenze, situata in via Faenza.

## Storia e descrizione
Verso il 1318-1320 Guido Orlandi, padre superiore degli Antoniani, i cosiddetti frati del fuoco, ottenne dalla Signoria di Firenze il permesso di costruire un ospedale, con chiesa e monastero annessi, su un terreno acquistato da Giovanni Canicci nel popolo di Santa Maria Novella, non lontano dalla Porta a Faenza. Il progetto fu curato dall'architetto "Moccio da Perugia". Alla morte del Canicci, nel 1328, il complesso non doveva ancora essere compiuto, se dovette essere sepolto in Santa Maria Novella anziché nella chiesa dell'ospedale stesso. Abbiamo notizia di decorazioni nella chiesa affrescate da Lippo di Benivieni e Buonamico Buffalmacco. L'importanza che andava assumendo il complesso è testimonaita dai lavori di ampliamento, promossi dal padre superiore Giovanni Guidotti da Pistoia nel 1358, e curati da un architetto senese di nome Duccio. 
I frati avevano come simbolo un Tau, rappresentato nello stemma dell'ordine con cui erano contrassegnate le abitazioni ad esso appartenenti. Essi tenevano anche un ospedale detto di "Sant'Antonio Abate", specializzato nella cura del "fuoco di Sant'Antonio", (cioè l'ergotismo), così chiamato proprio dall'Ordine ospedaliero degli Antoniani. I monaci avevano inoltre una porcilaia, poiché era tipico per l'ordine l'allevamento di maiali, animale simbolo del loro santo protettore. 
Durante l'assedio di Firenze, il monastero venne concesso alle monache vallombrosane di Santa Umiltà, il cui monastero di San Giovanni Evangelista fuori dalle mura era stato atterrato, mentre i frati del Tau trovarono una nuova sede nella chiesa di San Basilio, coabitando coi monaci Armeni. Il vecchio complesso del Tau venne tuttavia distrutto pochi anni dopo per la costrizione della Fortezza da Basso.
Nel 1548 però i frati vollero tornare nella loro zona originaria, facendo costruire un nuovo complesso che era situato all'incrocio delle attuali via Faenza e via Bernardo Cennini. 
Dopo la sua soppressione nel 1770, il cenobio con le sue proprietà venne lottizzato e venduto. Al suo posto venne costruita tra l'altro, nell'Ottocento, la villa con giardino degli Strozzi-Ridolfi, oggi palazzo dei Congressi.